# Morris Kirksey
Morris Marshall Kirksey (ur. 13 września 1895 w Waxahachie w Teksasie, zm. 25 listopada 1981 w Stanford w Kalifornii) – amerykański lekkoatleta, sprinter oraz rugbysta, dwukrotny mistrz olimpijski z 1920 z Antwerpii.
Jest jednym z nielicznych sportowców, którzy zdobyli mistrzostwo olimpijskie w różnych dyscyplinach sportu. Na igrzyskach olimpijskich w 1920 w Antwerpii biegł na ostatniej zmianie zwycięskiej sztafety 4 × 100 metrów, która poprawiła rekord świata z wynikiem 42,2 s. Wraz z Kirkseyem w sztafecie biegli Charlie Paddock, Jackson Scholz i Loren Murchison. Na tych samych igrzyskach Kirksey zdobył srebrny medal w biegu na 100 metrów (za Paddockiem), a w biegu na 200 metrów odpadł w eliminacjach.
Był również członkiem amerykańskiej drużyny rugby union, która zdobyła złoty medal olimpijski w Antwerpii pokonując Francję (startowały tylko dwie drużyny).
Kirksey był akademickim mistrzem Stanów Zjednoczonych (IC4A) w biegu na 100 jardów w 1921. Wyrównał należący do Paddocka rekord świata na tym dystansie czasem 9,6 s.
Rekordy życiowe:
- 100 m – 10,6 s. (1919)
- 200 m – 21,6 s. (1920)

Po ukończeniu Uniwersytetu Stanforda uzyskał dyplom lekarza na St. Louis Medical College. Pracował jako psychiatra, m.in. w zakładach karnych San Quentin i Folsom.
Wraz z pozostałymi amerykańskimi złotymi medalistami w rugby union został w 2012 roku przyjęty do World Rugby Hall of Fame.